# Palau-de-Cerdagne
Palau-de-Cerdagne är en kommun i departementet Pyrénées-Orientales i regionen Occitanien i södra Frankrike. Kommunen ligger i kantonen Saillagouse som tillhör arrondissementet Prades. År 2022 hade Palau-de-Cerdagne 408 invånare.

## Befolkningsutveckling
Antalet invånare i kommunen Palau-de-Cerdagne
| Referens: INSEE |